# مهرجان البقعة الدولي للمسرح
مهرجان البقعة الدولي للمسرح هو مهرجان دولي للمسرح ينظم سنويا منذ سنة 2000 في السودان.

## أهداف المهرجان
يستهدف المهرجان منذ التأسيس فتح فضاء للشباب وتقديم عروض مغايرة، الأمر الذي عمل على إنعاش حركة المسرح السوداني.

## دورات ومواعيد المهرجان
- الدورة 1:
- الدورة 2:
- الدورة 3:
- الدورة 4:
- الدورة 5:
- الدورة 6:
- الدورة 7:
- الدورة 8:
- الدورة 9:
- الدورة 10:
- الدورة 11:
- الدورة 12:
- الدورة 13:
- الدورة 14:
- الدورة 15:
- الدورة 16:
- الدورة 17:
- الدورة 18: لمهرجان البقعة الدولي للمسرح الخرطوم، وذلك في الفترة “27 آذار/ مارس إلى 4 نيسان/ أبريل 2017) بمشاركة ستة عشر عرضا من ست دول عربية.
- الدورة 19: بتاريخ الـ 27 مارس 2018 إلى 5 مايو بالمسرح القومي بأم درمان.الفرق المسرحية المشاركة في المهرجان من أمريكا وفرنسا والجزائر وتونس وليبيا والإمارات ومصر.

## وصلات خارجية
- (قناة الجزيرة):مهرجان البقعة.. دعوات لدعم المسرح في السودان